# Маерский, Тадеуш

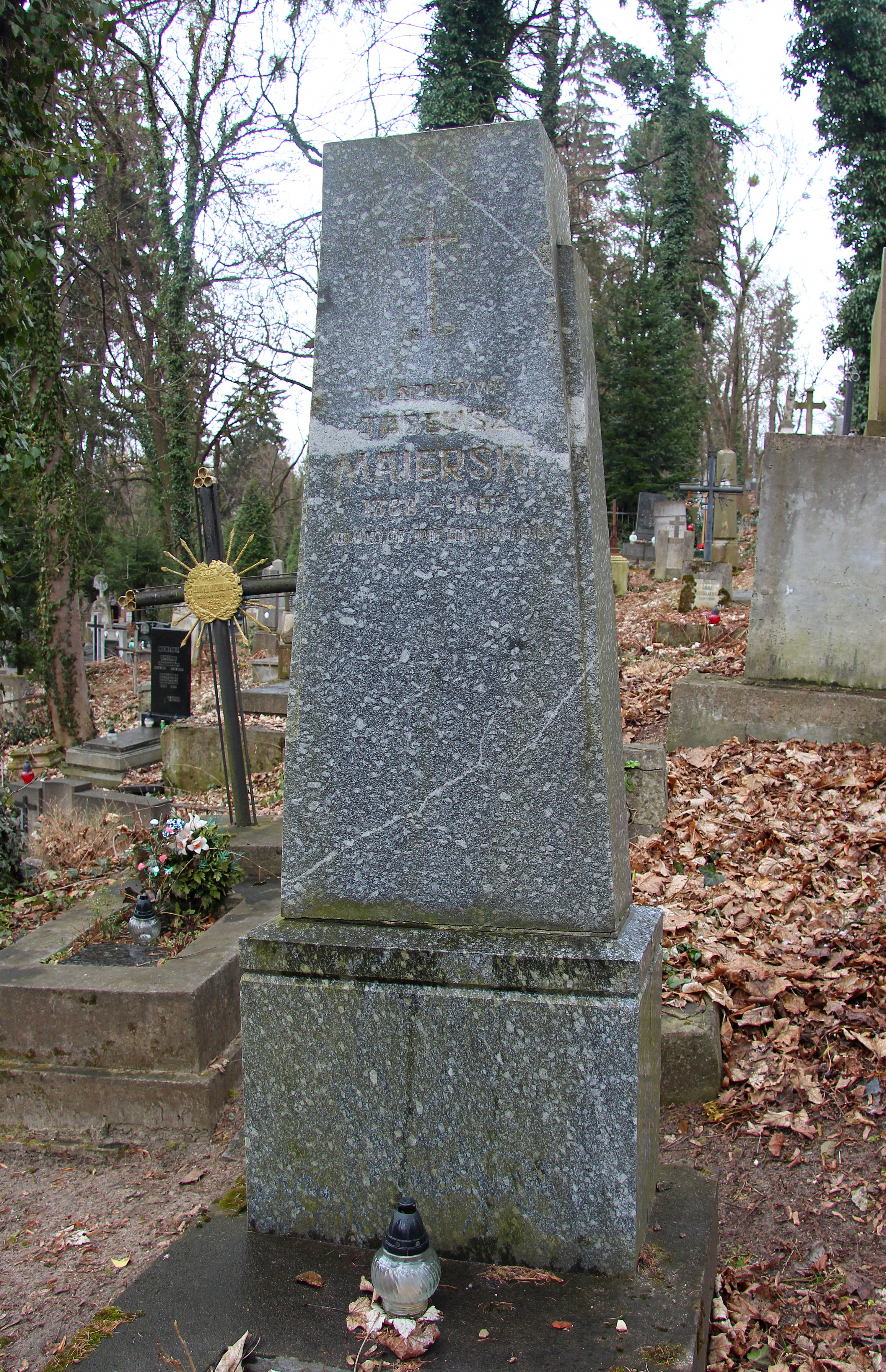
Могила Маерского Т. на Лычаковском кладбище

Тадеуш Маерский, Тадеуш Станиславович Маерский (пол. Tadeusz Majerski; 29 июня 1888, Лемберг, ныне Львов — 16 октября 1963, там же) — польский и украинский композитор, пианист, педагог и музыкальный деятель.

## Биография
Окончил философский факультет Львовского университета и Консерваторию Галицкого музыкального общества (ГМТ, 1911) по классам фортепиано и композиции у Людомира Ружицкого, затем в 1912—1914 годах совершенствовал исполнительское мастерство в Лейпцигской консерватории у Йозефа Пембаура.
В 1910—1920 годах активно концертировал как солист и ансамблист в Польше, в том числе в ансамбле с виолончелистом Дезидериушем Данчовским, осуществил турне (Белград, Вена, Будапешт) с братом Яном Майерским — тенором, артистом парижской Оперы, провел цикл концертов с певицей А. Яновской (Львов, 1923), с 1927 года выступал как ансамблист в составе трио (вместе с С. Кребсом и А. Шмаром). С 1920 года преподавал фортепиано и методику фортепианной игры в Консерватории ГМТ, с 1927 года — профессор высшего и концертного курсов ГМТ. В 1931 году основал Общество любителей музыки и оперы. В 1930-х годах занимался, в основном, фортепианной педагогикой и композицией, иногда выступал с публикациями как музыкальный критик.
В 1939—1941 и 1944—1955 годах преподавал общее фортепиано во Львовской государственной консерватории, в 1955 году вёл класс специального фортепиано, где работал до конца жизни. Среди учеников: А. Дунда, В. Задерацкий, Л. Компаниец, Л. Мазепа, Г. Мозер, А. Никодемович, Е. Чехаровская.
Умер во Львове, похоронен на Лычаковском кладбище.

## Характеристика творчества
Композиторское творчество Маерского охватывает различные жанры вокальной и инструментальной музыки. Первые произведения были написаны им ещё в молодые годы, а уже в 1920-х гг. он, по свидетельствам современников, достиг творческой зрелости. Особое место Маерского среди львовских композиторов определяется тем, что в 1930-х годах он, как и Юзеф Кофлер, заинтересовался додекафонной техникой и примененил её в своих произведениях. Кофлер и Маерский были двумя первыми и единственными в то время не только во Львове, но и в целой Польше музыкантами, освоившими эту новаторскую композиторскую технику [3]. Именно в это время Маерским были написаны центральные произведения, симфонические и фортепианные. «Симфонические этюды» для большого оркестра — главное додекафонное произведение композитора исполнялось на различных эстрадах, в частности 1938 во Львове, а позже — в Базеле [1]. Додекафонные произведения композитора не представляют какой-то отдельной группы, но ограничены отрезком 1930-х годов. Это три фортепианных цикла (4 Прелюдии, 3 Произведения, Музыкальные картинки). Додекафонная техника применена Маерским вовсе не ортодоксально: композитор применяет не только характерные для додекафонии, но и принятые в тональной музыке способы развития [3].
В 1948 г.. композитор был причислен к «формалистам», что сопровождалось критикой с политической окраской и неприятностями для него. Среди произведений послевоенного периода одним из самых значительных можно считать второй Концерт для фортепиано с оркестром. В своих произведениях этого периода он вернулся к тональности и более явным жанрово-бытовым связям.
Несмотря на то, что на разных этапах творчества его музыка и композиторская техника претерпевали существенные изменения, стиль Маерского представляет собой целостное и достаточно индивидуальное явление. Его сфера — лирико-драматическая. С этим связана склонность к непрограммной инструментальной музыке (хоровых произведений нет вовсе) и к жанрам, предусматривающим возможность более личного высказывания: концертов для солиста с оркестром, пьес для отдельных инструментов (фортепиано, органа, скрипки) или же произведений для камерного ансамбля. В 1940—1950 годах Маерский, пожалуй, единственный из львовских композиторов продолжал последовательно и плодотворно развивать эти жанры [3].
Большинство произведений Маерского имеют тональную гармонию, сильно хроматизованы и насыщены модуляциями. Комплексное использование различных средств создания тематического контраста позволяет Маерскому достигать выразительного сопоставления тем в форме большого произведения, а образно-эмоциональное содержание и стилистика музыки воспроизводят своеобразный духовный мир львовского интеллигента второй трети XX века. Эта музыка имеет свое неповторимое очарование и заслуживает исполнения и глубокого изучения [3].

## Произведения
- муз. комедия на собственное либретто «Мисс Эллис» («Голубой ветер»), (1915; 1930)
- музыка к спектаклю Ростана «Далекая принцесса» (партитура и голоса, 1928)
- музыка к спектаклю Рыбицкого «Снежная ночь» *
- оркестровка незаконченной оперы М. Леонтовича «На русалочий Великодень» *
- для симфонического оркестра — «Симфонические этюды» * (1934), «Ноктюрн» * (1937), Симфония * (1939), Симфониетта * (1942), Токката и фуга * (1947), Марш на тему польской народной песни (1947), произведение без названия
- для фортепиано и симфонического оркестра — концерты: № 1 * (1934), № 2 (1946)
- для скрипки и симфонического оркестра — концерт (1957—1962)
- для камерного оркестра — Сюита (1930) *
- фортепианный квинтет «Памяти М. Карловича» (1953)
- струнное трио * (1932)
- для виолончели и фортепиано — Сюита (1934—1936) * Соната (1949)
- для фортепиано — Вариации * (1928), Вариации * (1950), 4 прелюдии (1935), Прелюдии и фуги * (1934), 3 произведения (1935), Музыкальные картинки: 3 пьесы (1948), Сюита (1951 — Полонез, мазурка, Колыбельная, Краковяк), «Экспрессия» (1957), два этюды, посвященных госпожа М. Крушельницкий (1963)
- для скрипки и фортепиано — «Оркестра» (Lento) (1954)
- для скрипки соло — Вариации (1952)
- 4 произведения для органа (1953)
- для голоса и фортепиано — 4 песни (1935), песня «Загрустивший» (год неизвестен), Романсы * (3 — 1935—1937)
- Методические работы по фортепианной педагогике: «Школа игры на фортепиано», «Методология игры на фортепиано»,
- статьи о А. Скрябине, К. Шимановском и др.

* Произведения упомянутые в литературе, место нахождения которых неизвестно.